# Mary Harald
Mary Harald (estat civil desconegut) és una actriu britànica de cinema mut, nascuda a Hong Kong .

## Biografia
A part dels papers que va interpretar en una dotzena de pel·lícules franceses entre 1917 i 1924, no sabem res de Mary Harald, de la qual ni tan sols sabem si és el seu nom real.
Definitivament, li perdem la pista després de l'estrena de la seva darrera pel·lícula Les Amours de Rocambole el novembre de 1924. Segurament nascuda cap a l'any 1890, en aquell moment devia tenir una trentena.

## Filmografia
- 1917 : Du rire aux larmes, curtmetratge (790 m) de Gaston Ravel[3]
- 1918 : Vendémiaire, film en 2 parties et 4 episodis de Louis Feuillade : Sara la Bohémienne[4]
- 1918 : Tih Minh, film en 12 episodis de Louis Feuillade : Tih Minh[5]
- 1918 : Ce bon La Fontaine, curtmetratge (415 m) de Gaston Ravel
- 1920 : Li-Hang le cruel, film en 6 parts d'Édouard-Émile Violet : Li Niu[6]
- 1920 : Mecktoub / C'était écrit,[7] film en 4 parts de Joseph Pinchon,[8] guió d'Edmond Doutté: Saadia[9]
- 1920 : Les Mains flétries d'Édouard-Émile Violet, segons la novel·la de Claude Farrère:[10] Madame de Romans[11]
- 1923 : Taô / Le Fantôme noir,[12] film en 10 episodis de Gaston Ravel, segons el conte d'Arnould Galopin : Soun[13]
- 1923 : L'Autre Aile, pel·lícula (1.984 m) d'Henri Andréani, segons el conte de Ricciotto Canudo : Diane de Kenn[14]
- 1924 : Les Amours de Rocambole, film en 5 parts de Charles Maudru, segons l'obra de Ponson du Terrail : Daï Natha[15]

## Ressenya
- Louis Delluc, sobre el seu paper a Tih Minh: «Mlle Mary Harald és particularment justa les escenes d'estupor absent que interpreta en l'episodi actual. Va vestida d'una manera molt alegrement fotogènica. Ens agradaria veure-la en una veritable pel·lícula real... » (Paris-Midi, 5 de març de 1919).[16]
- « Mlle Mary Harald, que està tan ben dotada per a l'expressió i l'emoció sòbria, està condemnada a repetir la mateixa escena i els mateixos gestos al llarg de la pel·lícula. L'únic atractiu que li depara el 10è episodi és mostrar les cames durant una caiguda a la muntanya. Podríem demanar-li una altra cosa » (Paris-Midi, 13 d'abril de 1919).[17]
- Louis Delluc, sobre el seu paper a Li-Hang le cruel : « […] Mary Harald, aquí hi ha un intèrpret francès de cinema que ho té tot per guanyar al cinema i quedar-s'hi entre els tres o quatre de la primera fila […] » (Paris-Midi, 25 de setembre de 1920).[18]